# Kościół w Aarup
Kościół w Aarup – luterańska świątynia parafialna w duńskim mieście Aarup, na wyspie Fionia.

## Historia
Przed budową obiektu miasto należało do parafii Skydebjerg. W 1892 roku rozpoczęto zbiórkę na budowę nowego kościoła. 23 października 1902 wmurowano kamień węgielny, a 8 listopada 1903 konsekrowano świątynię. Budowa kosztowała około 24 000 ówczesnych koron duńskich. W 1913 roku wykonano organy, obecne pochodzą jednak z 1968 roku. Architekt Jørgen Ganshorn był odpowiedzialny za renowację, która rozpoczęła się w 1997 roku.

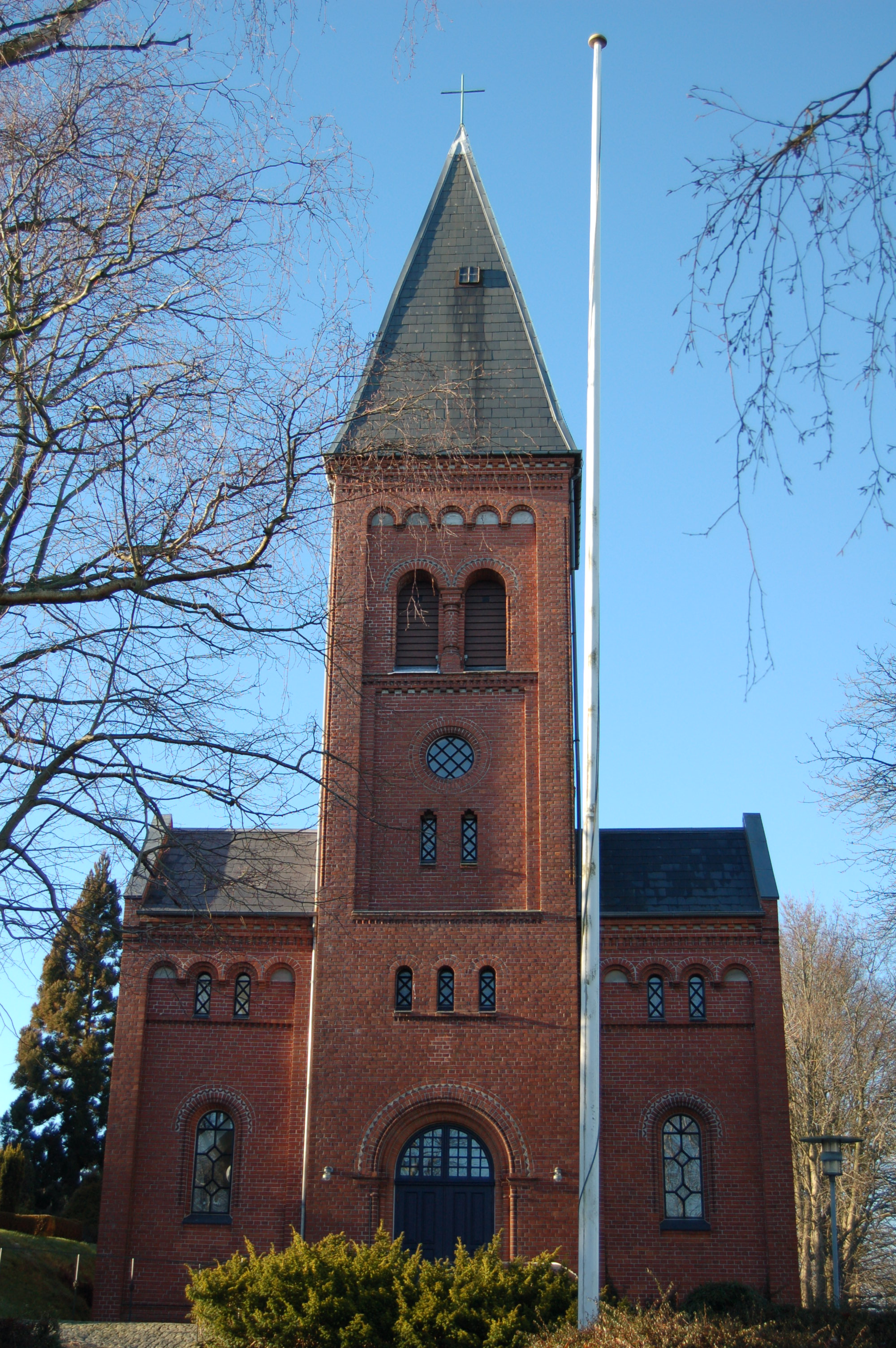
Fasada kościoła w 2007